# Мусич, Зечир
Зечир Мусич (серб. Зећир Мусић; 6 сентября 1919, Нова-Варош — 2 марта 1987, Белград) — югославский военачальник, полковник ЮНА, участник Народно-освободительной войны Югославии, Народный герой Югославии.

## Биография
Родился 6 сентября 1919 года в Нова-Вароше в рабочей семье. По профессии кузнец. Коммунистическими идеями увлёкся с подачи своего брата, состоявшего в революционной молодёжи. С 1941 года на фронте Народно-освободительной войны Югославии, в составе Златарского партизанского отряда воевал против итальянских фашистов и усташей. Осенью 1941 года оборонял Ужицкую республику, сражался на Каране, у Любовии, Ужице и других местечек. Получал благодарности от командования роты, его отряд также получил благодарность лично от Иосипа Броза Тито. В Златарском отряде участвовал в боях за Плевлю, Прозор, Ливно, Яйце, Мрконич-Град и многие другие города.
В составе коммунистической партии с 1942 года. Был назначен в том же году на должность партизанского курьера, поддерживал связь между отрядами Санджака и Черногории. Собирал сведения о численности войск противника на оккупированной территории и его злодеяниях. Важность сведений, собранных Мусичем, подчеркивал Моша Пияде. В боях Зечир был неоднократно ранен, в том числе и в одной из рукопашных схваток у Великого Штурца: в том бою он одолел голыми руками немца и отобрал у него пулемёт. Позднее командовал ротой в 3-й пролетарской санджакской ударной бригаде, в одном из боёв снова был ранен и отправился на лечение в Италию. В конце войны командовал батальном Корпуса народной обороны Югославии.
После войны занимал разные посты в службах безопасности. Окончил Высшую партийную школу и Высшую школу МВД, дослужился до звания полковника народной милиции и ЮНА. Кавалер памятной партизанской медали 1941 года, ордена «За заслуги перед народом» с серебряной звездой, Ордена братства и единства с серебряной звездой, Ордена «За храбрость», ордена Партизанской Звезды с ружьями III степени. 27 ноября 1953 года награждён орденом и званием Народного героя Югославии.
Скоропостижно скончался 2 марта 1987 года в Белграде.